# Facebook
Facebook (skr. fb) – serwis społecznościowy, w ramach którego zarejestrowani użytkownicy mogą tworzyć sieci i grupy, dzielić się wiadomościami i zdjęciami oraz korzystać z aplikacji, będący własnością Meta Platforms z siedzibą w Menlo Park. Został uruchomiony 4 lutego 2004 na Uniwersytecie Harvarda i był początkowo przeznaczony przede wszystkim dla osób studiujących na tej uczelni. Od 2006 roku Facebook jest dostępny dla wszystkich użytkowników mających 13 lat lub więcej (z wyjątkiem niektórych krajów, gdzie dolny limit wynosi 14 lat). Jego głównym autorem jest Mark Zuckerberg, obecnie pełniący funkcję dyrektora generalnego.
W październiku 2010 na ekrany kin wszedł film The Social Network ukazujący historię portalu Facebook (pierwotnie TheFacebook) i jego założycieli. W zakończeniu filmu podano szacunkową wartość portalu, która wynosiła 25 miliardów dolarów. Serwis odnotował ponad 3 miliardów aktywnych użytkowników miesięcznie (grudzień 2023) i jest trzecim najczęściej odwiedzanym serwisem na świecie (maj 2024). Średni wiek użytkownika serwisu w 2012 roku wynosił 22 lata. W 2012 roku Facebook przechowywał ponad 980 petabajtów danych, z dziennym wzrostem ponad 0,5 petabajta. Przeciętny użytkownik spędza na Facebooku około 21 minut dziennie i ma średnio 130 znajomych w serwisie.
Facebook był tematem wielu kontrowersji i jest krytykowany m.in. za szpiegowanie użytkowników w szczególności w aplikacjach mobilnych, oraz spowodowanie afery Cambridge Analytica, w której dane należące do ponad 87 milionów użytkowników zostały użyte bez ich wiedzy do targetowania reklam politycznych. Krytycy zarzucają również fałszowanie liczby potencjalnych odbiorców reklam na platformie, a także wymuszanie przez Facebooka na szpitalach ujawnienie dokumentacji medycznej pacjentów, oficjalnie dla celów zbadania, którzy pacjenci wymagali pilnej opieki (zostało to jednak wstrzymane po ujawnieniu afery Cambridge Analytica).

## Historia

### Przed 2003 rokiem
Projekt noszący obecną nazwę serwisu został stworzony przez Krisa Tillery’ego, gdy uczęszczał do Phillips Exeter Academy, gdzie poznał Marka Zuckerberga. Tak jak stworzony przez tego drugiego w późniejszym czasie Facemash oraz TheFacebook, opierał się on na katalogu zdjęć z legitymacji uczniów. Został on dostrzeżony przez samorząd uczniowski, którego przewodniczący namówił do jego upowszechnienia. Mimo obowiązującego zakazu upowszechniania tych danych za pomocą serwerów szkolnych, administracja Exetera zezwoliła Tillery’emu na kontynuację projektu. Po ukończeniu szkoły i dostaniu się na uniwersytet Harvarda projekt został porzucony przez Tillery’ego. Podobny projekt, już tym razem założony przez Marka Zuckerberga, został uruchomiony w lutym 2004 roku.

### 2003–2006: Facemash i początki serwisu jako TheFacebook

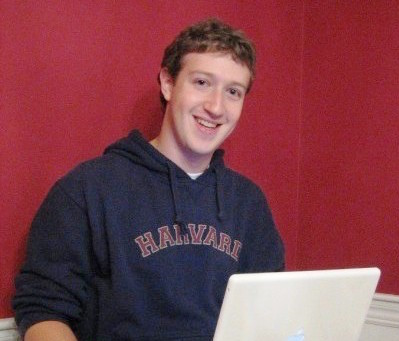
Mark Zuckerberg w 2005 r.

Mark Zuckerberg, jako student uniwersytetu Harvarda, stworzył stronę o nazwie Facemash. Strona była podobna do Hot or Not i wykorzystywała „kompilację zdjęć z internetowych publikacji o studentach (face books), umieszczając dwa zdjęcia na raz obok siebie, z których użytkownik musiał wybrać lepsze z nich”. Baza zdjęć oparta była na liście mieszkańców Kirkland House, którą Zuckerberg skomentował następująco:

Zauważyłem, że niektórzy zamieścili tam naprawdę okropne fotki. Aż chciało się zestawić je ze zdjęciami bydła i nakłonić ludzi do głosowania, które mordy są ładniejsze.

Powstały serwis zawierał również w swoim opisie następujące pytanie: „Czy dostaliśmy się [na studia] z powodu naszego wyglądu? Nie. Ale czy będziemy oceniać wygląd innych? Tak”. W przeciągu pierwszych godzin istnienia Facemash odnotował 450 odwiedzających oraz 22 000 wyświetleń zdjęć. Strona została po zaledwie kilku dniach zamknięta przez administrację uniwersytetu, ze względu na to, że przeciążała ona wewnętrzną sieć uczelni. W szczególności negatywnie do strony nastawiony był Związek Czarnych Kobiet Harvardu. Zuckerbergowi groziło skreślenie z listy studentów, został też oskarżony o naruszanie prywatności użytkowników. Wymienione działania uznał za „uprzedzenie wobec przedsiębiorczości”. Oskarżenia zostały w późniejszym okresie wycofane.

Zuckerberg: Więc gdybyś potrzebował trochę informacji o każdym z Harvardu, po prostu pytaj. Mam 4000 adresów mailowych, zdjęć, adresów zamieszkań, linków do innych serwisów.

[imię znajomego]: Co? Jak Ty to zrobiłeś?

Zuckerberg: Ludzie to po prostu wrzucili. Nie wiem czemu. „Ufają mi”, pieprzeni kretyni.

W styczniu 2004 roku, Zuckerberg zaprogramował nową stronę o nazwie „TheFacebook”, będąc zainspirowanym artykułem na temat Facemasha, twierdząc, że „stworzenie scentralizowanej strony społecznościowej przyniosłoby wiele zalet”. Zuckerberg w tym celu spotkał się z innym studentem z Harvardu, Eduardo Saverinem. Obaj zgodzili się zainwestować w nową platformę po 1000 USD każdy, z czego znaczną kontrolę nad serwisem miał utrzymać Mark Zuckerberg. Na wspólny rachunek później przelano kolejne 15 000 dolarów. Pozwoliło to na zapewnienie wystarczającego pokrycia finansowego na wynajęcie serwera pod infrastrukturę, które kosztowało 85 dolarów miesięcznie. 4 lutego 2004 roku uruchomiono stronę o nazwie „TheFacebook”, początkowo dostępną pod adresem thefacebook.com. W ramach nowo powstałego serwisu, zarejestrowani użytkownicy mogli odszukiwać i kontynuować szkolne znajomości oraz dzielić się wiadomościami i zdjęciami. Serwis bardzo szybko uzyskał ogromne zainteresowanie wśród studentów i osiągnął sukces na Harvardzie – w przeciągu zaledwie pierwszych 24 godzin w serwisie zarejestrowało się 1500 użytkowników. Na światło dzienne kilka lat później wyszła również rozmowa bezpośrednia z jednym ze znajomych 19-letniego wtedy Zuckerberga. Twórca serwisu sugerował, że „jeżeli [znajomy] chciałby uzyskać dostęp do 4000 adresów mailowych, zdjęć, adresów zamieszkań czy linków do innych serwisów społecznościowych, to mógłby się go o to zapytać”.
Kilka dni po uruchomieniu serwisu, studenci ostatniego roku – Cameron Winklevoss, Tyler Winklevoss, oraz Divya Narendra – którzy byli odpowiedzialni za serwis ConnectU (w tamtym czasie HarvardConnection), zgłosili się do redakcji gazety The Harvard Crimson, żeby ta wszczęła śledztwo w sprawie kradzieży pomysłu na serwis społecznościowy. Mark Zuckerberg po wezwaniu przez reportera gazety Tima McGinna i redaktorki Elisabeth Theodore do redakcji pokazał postępy nad swoim serwisem, zapewniając, że jest on oryginalny, co przyczyniło się do opóźnienia publikacji artykułu prezentującego wyniki śledztwa. W trakcie, gdy zarządcy ConnectU znaleźli potencjalne dowody na naruszenie praw autorskich Johna Thomsona odnośnie funkcji „Visualize Your Buddy”, Mark Zuckerberg postanowił przeanalizować dzienniki nieudanych logowań w swoim serwisie, żeby potem włamać się na skrzynki mailowe dwóch redaktorów Crimsona. W wyniku pozwu przeciwko Markowi Zuckerbergowi, strony zgodziły się na kompromis, w którym twórcy ConnectU mieli otrzymać 1,2 miliona udziałów w Facebooku (które w momencie ogłoszenia wejścia na giełdę były warte około 300 milionów dolarów).
W późniejszych miesiącach Zuckerberg zdecydował się rozszerzyć zasięg serwisu na inne szkoły. Rozpoczął współpracę ze swym współlokatorem Dustinem Moskovitzem. W czerwcu 2004 roku Facebook przeniósł się do swojej pierwszej siedziby w Palo Alto i otrzymał pierwszą inwestycję od Petera Thiela w wysokości 500 tysięcy dolarów, w zamian za 7% udziałów. Firma była w tamtym czasie warta około 5 milionów dolarów. W grudniu 2004 roku Facebook ogłosił rejestrację milionowego użytkownika. Facebook rozwinął się również na uczelnie takie jak Uniwersytet Stanforda, Yale i Columbia, wkrótce potem dostęp otrzymały pozostałe uczelnie z Ligi Bluszczowej, oraz od września 2005 roku (już pod nazwą Facebook, kiedy domena facebook.com należąca do firmy AboutFace została wykupiona za 200 tysięcy dolarów) szkoły bostońskie. W tym samym czasie otwarto również możliwość rejestracji dla pracowników firm Microsoft oraz Apple. W maju 2005 roku Facebook otrzymał 13 milionów dolarów od Jima Breyera, który wycenił firmę na 98 milionów dolarów.

### 2006–2012: szybki rozrost platformy, wejście na giełdę
Uspokójcie się. Oddychajcie. Słyszymy Was.

We wrześniu 2006 roku Facebook otworzył rejestrację dla wszystkich, którzy skończyli 13 lat. Zbiegło się to z premierą w dniu 5 września 2006 roku tzw. News Feeda, czyli listy, na której widoczne było, co znajomi robili aktualnie na stronie serwisu. Spotkało się to z falą krytyki skierowaną na Zuckerberga. Twierdzono, że narzędzie to jest niepotrzebne – określono je jako narzędzie do cyberstalkingu (internetowego nękania, prześladowania, osaczania). Jedna z grup, która została stworzona celem oprotestowania nowej funkcji zaledwie w tydzień zebrała prawie milion członków. Zareagowała również policja w Palo Alto, która zażądała od Facebooka wyłączenia tej funkcji, ze względu na to, że służby porządkowe nie mogły opanować protestu użytkowników, którzy się zebrali na University Avenue. Mark Zuckerberg pod naciskiem zarówno użytkowników oraz pracowników serwisu wystosował przeprosiny o dość lakonicznej treści (patrz cytat po prawej stronie).
24 października 2007 opublikowano w prasie informacje, że firma Microsoft kupiła 1,6% akcji Facebooka za kwotę 240 milionów dolarów amerykańskich. Szacunkowa wartość tej drugiej firmy wynosiła wtedy 15 miliardów USD. W ramach umowy między Microsoftem a Facebookiem zezwolono również tej pierwszej firmie na publikowanie płatnych treści na całym świecie, ponieważ zgodnie z danymi sieci społecznościowej około 60 procent użytkowników pochodzi spoza Stanów Zjednoczonych. Planowano również zwiększenie liczby pracowników do 700 osób. Dzień przed zawiązaniem umowy poinformowano również o uruchomieniu wersji pilotażowej systemu reklamowego, w którym udział wzięły firmy takie jak Conde Nast, Nike, Apple, Sony, General Motors, Coke, CBS, Chase czy Verizon. Każda z nich zapłaciła 300 tysięcy dolarów za uruchomienie swoich kampanii.
W 2008 roku na konferencji f8 poinformowano, że na platformie dla programistów zarejestrowało się już 400 tysięcy osób. W tym samym roku uruchomiono również polską wersję językową Facebooka z inicjatywy polskojęzycznej społeczności, która zajęła się przetłumaczeniem portalu. W sierpniu 2008 roku uruchomiona została również sekcja pt. „Osoby, które możesz znać”, która okazała się być kluczem do nagłego wzrostu użytkowników serwisu, lecz spotkała się ona z kontrowersjami – przykładowo, pracownicy seksualnej zaoferowano dodanie do listy znajomych swoich klientów za pomocą konta zarejestrowanego na prawdziwe nazwisko, czy też biologiczne dziecko dawcy spermy, którego w ogóle nie znał. W październiku 2008 roku uruchomiono biuro międzynarodowe w Dublinie.
W kwietniu 2009 została oddana do użytku wersja „lite”. Była to uproszczona wersja serwisu, pozbawiona np. Facebook Chat, przeznaczona przede wszystkim dla ludzi posiadających słabsze komputery bądź łącza internetowe. Facebook Lite został wyłączony bez dodatkowych wyjaśnień w dniu 20 kwietnia 2010. Osoby pracujące przy projekcie skupione zostały wokół usługi Facebook Questions. W lipcu 2009 roku Facebook został zablokowany w Chinach z uwagi na tamtejsze krwawe protesty mniejszości etnicznych.
W listopadzie 2010 roku Facebook wykupił domenę fb.com za 8,5 miliona dolarów. W tym samym roku na portalu TechCrunch pojawiły się plotki sugerujące, że Facebook miał uruchomić własną platformę mobilną, co zostało zdementowane w wewnętrznym mailu, nakazując rezygnację z pracy temu, kto ją rozpowszechnił. Zgodnie z plotką, za którą odpowiedzialny był Noah Kagan, za platformę mobilną odpowiedzialni byli Joe Hewitt oraz Matthew Papakipos. Plany te nie były znane nawet większości pracowników Facebooka.
W grudniu 2011 wprowadzono oś czasu. Jest to nowy rodzaj profilu pozwalający na dodawanie „Wydarzeń z życia” (np. ukończenia szkoły, pierwszego spotkania z daną osobą, podróży czy złamanej kości itp.) oraz wpisów z ustawioną datą w przeszłości. Generowana jest też mapa ze wszystkimi odwiedzonymi przez użytkownika miejscami.

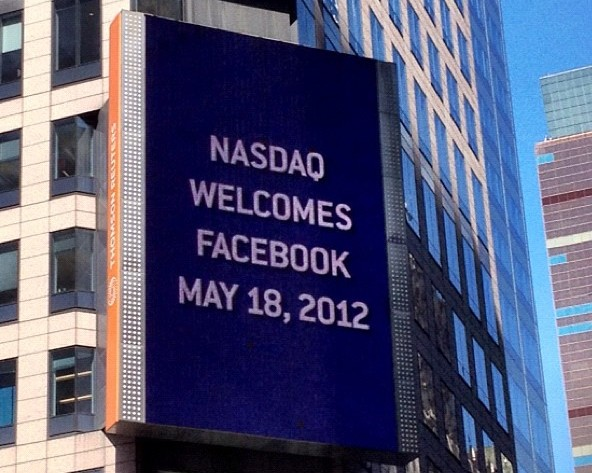
Zapowiedź wejścia Facebooka na giełdę

W maju 2012 roku zapowiedziano uruchomienie sklepu z aplikacjami, jako odpowiedź na rosnące użycie smartfonów. 17 maja 2012 roku Facebook zaprezentował pierwszą ofertę publiczną, w której każda akcja kosztowała 38 dolarów, wyceniając całą spółkę na 104 miliardy dolarów. Pierwszy dzień na giełdzie przyniósł przychody w wysokości 16 miliardów dolarów. W ciągu pierwszego dnia na giełdzie wartość akcji wzrosła do 45 dolarów, a potem przez kolejne kilka miesięcy stopniowo spadała, osiągając we wrześniu 2012 roku poziom 17,73 USD. 1 października 2012 roku Mark Zuckerberg odwiedził Rosję, spotykając się z premierem Dmitrijem Miedwiediewem, żeby wzmocnić pozycję Facebooka na rynku rosyjskim. 4 października 2012 roku Facebook ogłosił przekroczenie progu 1 miliarda aktywnych użytkowników na platformie.

### Od 2012 roku
Facebook, żeby pozyskać możliwie najwięcej aktywnych użytkowników na świecie, różnymi metodami eksperymentował w krajach rozwijających się. Dzięki podpisanym umowom z producentami smartfonów, udostępnione zostały urządzenia z odchudzoną wersją aplikacji, które pojawiły się na przestrzeni lat 2012–2015. Ponieważ metody indoktrynacji zastosowane przez korporację z Doliny Krzemowej (wprowadzanie telefonów z wbudowaną aplikacją Facebooka) oraz później powielone przez przywódców Mjanmy (użycie państwowej gazety do wpajania jej czytelnikom, że „nieposiadanie konta na Facebooku można porównać do nieposiadania adresu domowego”) odniosły sukces, wielu obywateli Mjanmy także w latach późniejszych nie było w stanie wymienić innych metod komunikacji elektronicznej niż tych dostarczanych przez Facebooka.
W lutym 2014 r. portal wprowadził przy współpracy ze środowiskami LGBT większą liczbę możliwych do wybrania płci, z myślą o osobach transgender.
W marcu 2018 roku wybuchła afera powiązana z Cambridge Analytica, brytyjską firmą konsultingową. Miało to miejsce po tym, gdy początkowo ujawniono informacje o wycieku danych obejmujących 50 milionów osób. Szacunki zostały później podniesione do 87 milionów użytkowników. Skandal dotyczył również 57 tysięcy Polaków.
Norweski Urząd Ochrony Danych Osobowych zapowiedział w lipcu 2023 roku karę pieniężną rosnącą każdego dnia o 100 tysięcy dolarów za nagminne naruszanie prywatności Norwegów korzystających z tego serwisu.
30 września 2024 roku spółka nadrzędna Facebooka otrzymała karę w wysokości 390 milionów złotych po kilkuletnim dochodzeniu, które wykazało, że Facebook przechowywał hasła w otwartym tekście.
W styczniu 2025 roku zarządcy Facebooka wycofali system fact checkingu oraz złagodzili politykę moderacyjną, usuwając z listy treści zakazanych tematy takie jak imigracja czy płeć. Z tego względu ilość zapytań do wyszukiwarki Google generowanych ze Stanów Zjednoczonych na temat usuwania konta na Facebooku (jak i siostrzanym Instagramie) zauważalnie wzrosła – dla niektórych z powiązanych zapytań popularność wzrosła o nawet 5000 procent. Mark Zuckerberg, dyrektor generalny Facebooka, nawiązał do swojej wypowiedzi w Georgetown z 2019 roku, że Facebook „powinien chronić wolność słowa”, zaś wspomniany system fact checkingu „powodował stronniczość”.

## Aspekty techniczne
Dominującym kolorem Facebooka jest niebieski – ma to związek z tym, że Mark Zuckerberg najprawdopodobniej jest daltonistą, co odkrył podczas przeprowadzonego testu internetowego.
Facebook został napisany w języku PHP, który następnie jest tłumaczony za pomocą autorskiego narzędzia – HipHop for PHP na C++, co ma się przekładać na zredukowanie o 50% obciążenia serwerów. Do czasu otwarcia rejestracji dla wszystkich w 2006 roku Facebook tworzył osobne bazy danych dla każdej uczelni, na której zaczynał być dostępny, co też uniemożliwiało użytkownikom przeglądanie profilów studentów z innych uczelni.
W 2012 roku plik wykonywalny odpowiedzialny za działalnie Facebooka miał rozmiar około 1,5 GB. Jego kompilowanie trwało 15 minut, zaś dystrybucja na serwery za pomocą technologii BitTorrent kolejne 15 minut. Mniejsze aktualizacje były wydawane codziennie, zaś większe raz w tygodniu we wtorki.
Dane udostępnione w serwisie przechowywane są w trójstopniowym modelu. Pierwszym stopniem był Haystack, własny moduł Facebooka, który obsługiwał najczęściej oglądaną zawartość. Drugim stopniem był F4 dla zdjęć, których zainteresowanie spadało. Ostatnim, trzecim stopniem, jest odłączony od internetu system, przechowujący wszystkie dane, które nie cieszyły się praktycznie żadnym zainteresowaniem. Dyski w centrach danych Facebooka są też automatycznie wyłączane w przypadku osiągnięcia wystarczająco niskiego użycia zasobów, pozwalając na zaoszczędzenie energii.

## Funkcje
Facebook oferuje wewnętrzną platformę aplikacji internetowych, dzięki której każdy z użytkowników może napisać własny program i udostępniać go innym użytkownikom. Platforma ta umożliwia również zarabianie pieniędzy twórcom, poprzez oferowanie zawartości premium (np. dodatkowe przedmioty w grach, wirtualne pieniądze wykupowane za prawdziwą walutę); a także umożliwia komunikowanie się programów zewnętrznych, serwisów z Facebookiem. Wiele serwisów internetowych (m.in. Digg, lifehacker.com, crunchgear.com) oferuje możliwość „podpięcia” konta z wykorzystaniem nazwy i hasła użytkownika Facebooka, co jest własną wersją rozproszonego uwierzytelnienia OpenID (funkcja nosi nazwę Facebook Connect).

### Facebook Messenger
13 listopada 2013 została wydana wersja 3.0 aplikacji Facebook Messenger dla iOS i Androida. Pozwalała ona korzystać z numeru telefonu do wysyłania wiadomości do wszystkich numerów bez konieczności bycia znajomymi na Facebooku. Podobną funkcję ma aplikacja WhatsApp, która została wykupiona za 16 mld dolarów przez Facebooka.
W lipcu 2015 wprowadzono możliwość korzystania z aplikacji Facebook Messenger bez rejestracji w serwisie Facebook. Opcja założenia konta w aplikacji bez rejestracji na Facebooku była dostępna do 2019 roku. Pod koniec 2019 r. Facebook zmodyfikował regulamin, zmieniając sposób korzystania z komunikatora i narzucając wymóg posiadania konta w serwisie Facebook przy zakładaniu nowego konta w komunikatorze. Zmiany wprowadzone pod koniec 2019 roku nie dotyczą jedynie tych użytkowników, którzy już posiadają swoje konta w komunikatorze.
Ponownie od lutego 2024 roku stopniowo wprowadzano możliwość rozłączenia Facebooka z Messengerem, żeby zapewnić zgodność z ustawą o rynkach cyfrowych Unii Europejskiej. Zmiana wdrażana jest jednak tak, żeby zniechęcić użytkowników do rozdzielenia kont.

### Dedykowany adres .onion
Z Facebooka można także skorzystać za pomocą przeglądarek wspierających sieć Tor, jednak w normalnych warunkach jest to utrudnione i często kończyło się to niemożnością skorzystania z serwisu. 31 października 2014 roku uruchomiony został do tego celu dedykowany adres .onion – facebookcorewwwi.onion. Pozwala to Facebookowi na wyróżnienie tych osób, które faktycznie chcą korzystać z sieci Tor do przeglądania zawartości portalu.
W kwietniu 2016 roku podano, że z domeny .onion Facebooka korzystało ponad milion osób.
Pod koniec maja 2021 roku domena .onion, która umożliwia dostęp do Facebooka za pomocą sieci Tor, uległa zmianie – i jest nią facebookwkhpilnemxj7asaniu7vnjjbiltxjqhye3mhbshg7kx5tfyd.onion.

### Dodatkowe funkcje
Facebook posiada także wiele typowych funkcji obecnych w innych serwisach społecznościowych, takich jak: albumy ze zdjęciami, blog, notes, książka adresowa, lista znajomych, grupy użytkowników, blokowanie użytkowników, poczta wewnętrzna. Oferowana jest również możliwość, aby identyfikator profilu użytkownika składał się z ciągu przypadkowych cyfr bądź wybranej przez siebie nazwy użytkownika.
Facebook we współpracy z Cisco oferuje również specjalne modemy dla firm oraz przedsiębiorstw, które pozwolą ich klientom na darmowy dostęp do internetu w zamian za podstawowe dane demograficzne przekazywane firmie oferującej internet.
Programiści mogą wykorzystywać funkcjonalności portalu w swoich aplikacjach. Dostępne są SDK dla wielu języków i platform – na przykład dla języka C#, dzięki czemu możliwe jest pisanie aplikacji w tym języku dla platform wspieranych przez .NET Framework. Facebook udostępnia także „like boxy” i inne pluginy, które można dodać na innych stronach.

## Wpływ

### Polityka
Według dziennikarzy CNN oraz Time, Facebook miał znaczący wpływ na protesty, które miały miejsce podczas tzw. arabskiej wiosny. Za pomocą tego serwisu społecznościowego na bieżąco przekazywano instrukcje, jak należy postępować, znajdując się na miejscu wydarzenia. Jeden z protestów w Egipcie był nazwany „rewolucją przeciwko torturom, biedzie, korupcji i bezrobociu”, na których swoją obecność zadeklarowało ponad 80 tysięcy osób.

### Społeczeństwo
Rozwój funkcji serwisu i wzrost jego popularności spowodował, że niektórzy naukowcy zaczęli ostrzegać przed możliwością uzależnienia od Facebooka. Problem ten dotyczy przede wszystkim młodych ludzi, którzy spędzają na Facebooku kilka godzin dziennie. Według naukowców nie mogą oni poradzić sobie z rosnącym zaangażowaniem w to, co dzieje się aktualnie na Facebooku. Presja zalogowania się i sprawdzenia informacji dotyczących znajomych, obejrzenia ich najnowszych zdjęć oraz porównania wyników gier, czy testów jest tak silna, że zapominają oni o innych aspektach życia. Larry Rosen w swojej prezentacji wskazał, że użytkownicy posiadający Facebooka mają częstsze skłonności do wykazywania wzorców typowo narcystycznych, jednak serwis pozwala także na nawiązywanie internetowych znajomości, co może pomagać introwertykom w budowaniu umiejętności społecznych.
W 2012 r. Facebook organizował na próbie 700 tysięcy użytkowników eksperyment psychologiczny, mający na celu stwierdzić, czy da się manipulować uczuciami osób przez Internet, zaś informacja o kontrowersyjnym eksperymencie wyszła na jaw w 2014 roku.
Wtyczka Unfollow Everything, która miała na celu umożliwienia odzyskania kontroli nad lokalną osią czasu, została uruchomiona w lipcu 2020 roku i została wykorzystana do badań nad wpływem News Feeda na zdrowie psychiczne użytkowników Facebooka. Ze względu na to wtyczkę zablokowano, a jej autor został permanentnie zbanowany.
W 2018 roku analitycy ostrzegali w wewnętrznym raporcie, że Facebook został celowo zaprogramowany w taki sposób, aby użytkownikom dostarczać możliwie najwięcej kontrowersyjnych treści. Działania te skutkowały dłuższym czasem spędzanym przez użytkowników platformy każdego dnia. Plotki rozpowszechniane za pomocą Facebooka, jak i jego usług zależnych są promowane przez algorytmy tak, żeby podsycać niepokoje społeczne. Przykładowo, w jednej z indonezyjskich prowincji zaczęła szerzyć się pogłoska, że dzieci są porywane i wykorzystywane później do prostytucji oraz handlu narządami. Skutkiem szybkiego rozprzestrzenienia się tej informacji były ataki mieszkańców prowincji na niewinnych przechodniów.
W październiku 2021 r. była pracownica Facebooka Frances Haugen, powołując się na wewnętrzne dokumenty firmy, zeznała przed amerykańskim Senatem oraz brytyjską komisją parlamentarną, iż algorytmy Facebooka są zaprojektowane w taki sposób, aby „promować kontrowersyjne treści, szerzyć nienawiść oraz radykalizować użytkowników”.

### Gospodarka
Według raportu przeprowadzonego przez University of Maryland, firmy zewnętrzne tworzące aplikacje zintegrowane z Facebookiem przyczyniły się do powstania do 2011 roku prawie 183 tysięcy miejsc pracy w samych Stanach Zjednoczonych, generując wpływ na poziomie 12,19 miliarda dolarów amerykańskich.

## Krytyka
Facebook jest krytykowany nie tylko ze względów opisanych poniżej, ale też ze względu na niewystarczające działania mające zapobiec przyszłym incydentom tego typu, co zostało pokazane między innymi na przykładach afery Cambridge Analytica, ale i też późniejszej w czasie afery pn. Facebook Papers.

### Problemy z moderacją w Mjanmie
Pod koniec 2013 roku okazało się, że mimo ogromnego zainteresowania Facebookiem w Mjanmie moderacja birmańskojęzycznej części serwisu składała się wyłącznie z jednej osoby. Wirathu, jeden z buddyjskich mnichów, który opuścił więzienie po ponad dekadzie za nienawistne kazania, opublikował na Facebooku wpis, w którym bezpodstawnie oskarżył muzułmanów np. o gwałt na buddystce, publikując nazwiska „podejrzanych”. Autor ww. wpisu domagał się również od rządu wtargnięcia do meczetów oraz prywatnych domów muzułmanów. Wskutek powstałego w ten sposób powszechnego oburzenia w Mandalaj wybuchły zamieszki, w których zginęły dwie osoby.

### Gromadzenie i wykorzystywanie danych użytkowników
Firma jest posądzana o szpiegowanie użytkowników i wdrażanie nowych funkcji bez jakichkolwiek ostrzeżeń (czasami zdarza się, że są jednocześnie domyślnie włączone) i monitoring w zamian za dodatkowe możliwości. Zmieniono także interfejs centrum aplikacji, w wyniku czego trudniej jest jednoznacznie określić, jakie dane użytkownicy przekazują serwisowi oraz twórcy aplikacji podczas korzystania z danego programu lub gry. Serwis miał w planach udostępnienie reklamodawcom adresy e-mail oraz numery telefonów swoich użytkowników. W przeszłości Beacon, jedno z narzędzi Facebooka do implementacji przez twórców zewnętrznych stron internetowych, potajemnie publikowało informacje m.in. o zakupach na Facebooku, często z dokładnością do miejsca, w którym został on zakupiony, a także, co zostało kupione. Mimo wprowadzonych zmian, które ograniczają samowolne działanie Beacona, za pomocą tego narzędzia dalej przekazywane są informacje o tym, co użytkownik robi poza Facebookiem. Została również założona petycja, której sygnatariusze żądali całkowitej dezaktywacji narzędzia. Petycję podpisało 46 tysięcy użytkowników.
Kontrowersje wzbudza ilość danych, które Facebook zbiera na temat osób z niego korzystających. Znana jest sytuacja, gdy Max Schrems – austriacki student prawa – wysłał do siedziby serwisu oficjalny list z prośbą o udostępnienie mu danych, jakie zostały zgromadzone na jego temat, w czasie gdy posiadał konto na Facebooku. Prośba została rozpatrzona po myśli Schremsa i dostał on płytę CD ze wszystkimi informacjami na temat jego aktywności (np. wpisy na jego profilu, korespondencja ze znajomymi, czy też linki które „polubił”). Niepokój Schremsa wzbudziło to, iż dane te były przechowywane na serwerach Facebooka, mimo że nie posiadał już w nim konta. Sprawą zainteresował się Irlandzki Komisarz Ochrony Danych Osobowych, który postanowił się przyjrzeć problemowi.
W Stanach Zjednoczonych, w wyniku pozwu z 2012 roku Facebook został skazany na wpłatę 10 milionów dolarów na cele charytatywne za wykorzystywanie wizerunku użytkowników wbrew ich woli i wiedzy.
Pliki cookies ładowane przez serwis zapamiętują wszystkie strony, które mają powiązanie z Facebookiem, w związku z czym część życia osób zarejestrowanych na Facebooku jest rejestrowana nawet po wylogowaniu. Facebook śledzi również osoby nieposiadające konta w serwisie. Niektórzy z pierwszych pracowników firmy twierdzili, że Facebook mógł osiągnąć znaczne liczby użytkowników głównie poprzez masową wysyłkę maili za sprawą funkcji Find Friends. Funkcja ta polegała na skanowaniu adresów mailowych kontaktów osób, które podały dane do logowania do skrzynki pocztowej. Wzbudziło to zainteresowanie Microsoftu, który w odpowiedzi blokował do 2007 roku maile zawierające zaproszenia do portalu pochodzące z serwerów Facebooka.
Facebook wymuszał również na szpitalach ujawnienie informacji o chorobach i przyjmowanych lekach przez pacjentów, oficjalnie dla celów zbadania, którzy z nich wymagaliby pilnej opieki medycznej. Według osoby zaznajomionej wewnętrznie z projektem, prawdziwy cel projektu miał na celu połączenie kolejnych zestawów danych otrzymanych od szpitali z tym, co Facebook już wiedział o poszczególnych użytkownikach. Projekt został wstrzymany po ujawnieniu afery Cambridge Analytica.

#### Cambridge Analytica
W 2019 roku Federalna Komisja Handlu nałożyła na serwis Facebook karę w wysokości 5 mld dolarów, za umożliwienie dostępu firmie Cambridge Analytica do danych 87 mln swoich użytkowników. Firma ta dla swoich klientów wykorzystywała pozyskane dane, do profilowania użytkowników względem ich preferencji politycznych i miała wpływać na ich decyzje polityczne. Afera wywołała międzynarodowy skandal, a nałożona na Facebook kara była najwyższą, jaką kiedykolwiek zastosowano wobec firmy technologicznej w Stanach Zjednoczonych.

#### Onavo
W 2024 roku ujawniono dokumenty sądowe, w których wskazano, że aplikacja Onavo należąca do Facebooka zbierała dane z serwisów konkurencyjnych, takich jak Snapchat, a w późniejszym okresie również rozszerzono to na YouTube’a czy Amazona. Celem zbierania takich danych, wykorzystywano metodę man-in-the-middle do odczytywania ruchu, zanim ten trafił na docelowe serwery – miał to umożliwić specjalny certyfikat SSL wygenerowany na potrzeby śledzenia ruchu. Onavo miał nie być widoczny z poziomu ustawień systemowych, tylko z poziomu narzędzi do przechwytywania informacji o ruchu.

### Cenzura
Względem Facebooka pojawiają się oskarżenia o stosowanie cenzury i polityczną stronniczość. Zwrócono uwagę, iż z serwisu często usuwane są treści o charakterze prawicowym i konserwatywnym. Przedstawiciele Facebooka argumentują, iż odpowiadają za to algorytmy, a nie preferencje ideologiczne pracowników. Jednak pracownicy z firm zewnętrznych, którzy trenują algorytmy służące do moderowania wpisów, muszą stosować się do potajemnych regulaminów niedostępnych dla zwykłych użytkowników serwisu. Pod adresem Facebooka stosowane są również oskarżenia o tolerowanie na portalu symboliki oraz treści związanych z komunizmem, przy jednoczesnym usuwaniu symboliki i treści związanych z nacjonalizmem.
Wpis Marka S. Luckiego, jednego z byłych pracowników Facebooka, został usunięty po tym, gdy Luckie skrytykował brak działań ze strony zarządców portalu mających na celu zapewnienie większego bezpieczeństwa osobom czarnoskórym posiadającym konta w serwisie. Korporacja była też krytykowana za brak działań ze strony wysokich rangą kierowników mających na celu łatwiejszą asymilację nowych czarnoskórych pracowników. Usuniętą publikację przywrócono po krótkim czasie, gdy stwierdzono, że jednak nie naruszała ona regulaminu Facebooka.
W kwietniu 2020 roku pod naciskiem rządu Wietnamu (grożącemu wyłączeniem serwerów firmy na terenie tego państwa), Facebook zgodził się cenzurować treści mające charakter antyrządowy (osoby zlokalizowane w Wietnamie mają mieć zablokowany dostęp do wpisów o takiej treści). W sierpniu 2020 roku rząd Tajlandii (grożąc poniesieniem konsekwencji karnych przez przedstawicieli Facebooka w tym kraju) wymógł na firmie zamknięcie grupy Royalist Marketplace (zrzeszającej ok. 1 mln członków), na której zamieszczane były treści krytyczne wobec tajskiej rodziny królewskiej. Przedstawiciele Facebooka zapowiedzieli powzięcie kroków prawnych przeciwko rządowi Tajlandii, ze względu na łamanie w ten sposób wolności słowa.
Oskarżenia o cenzurę przybrały na sile po zablokowaniu na tym serwisie konta prezydenta Donalda Trumpa w związku z zamieszkami oraz wdarciem się jego zwolenników na Kapitol 6 stycznia 2021 roku (zob. atak na Kapitol Stanów Zjednoczonych). Według oświadczenia Marka Zuckerberga, interwencja ta podyktowana była troską o deeskalację konfliktu i powstrzymanie przemocy, jednak według wielu komentatorów, działania takie są ograniczeniem wolności słowa oraz ukazują zaangażowanie serwisu w politykę.
Facebook regularnie banuje niezależnych naukowców chcących przeprowadzić badania na temat wpływu dezinformacji, czy też reklam politycznych na użytkowników Facebooka oraz jego usług.
13 stycznia 2025 roku Facebook został przyłapany na blokowaniu linków do Pixelfeda, alternatywnego serwisu społecznościowego umożliwiającego wymianę zdjęciami w stylu podobnym do Instagrama. Twórca Pixelfeda, Daniel Supernault, w liście otwartym do Marka Zuckerberga nawoływał go do dalszej blokady linków, uznając to za „darmową reklamę” dla alternatywnego internetu.

### Praktyki monopolistyczne
Facebook oskarżany jest o praktyki monopolistyczne, a od grudnia 2020 r. w Stanach Zjednoczonych prowadzone jest przeciwko niemu postępowanie w tej sprawie, zainicjowane przez Federalną Komisję Handlu. Z kolei w lutym 2021 roku, Facebook zablokował obywatelom Australii możliwość publikowania treści informacyjnych. Była to forma protestu wobec wprowadzenia przez tamtejsze władze opłaty od korporacji pobieranej z tytułu publikacji treści informacyjnych ze źródeł spoza mediów społecznościowych.
W czerwcu 2021 r. Federalny Sąd w Waszyngtonie odrzucił dwa pozwy zarzucające Facebookowi stosowanie praktyk monopolistycznych w związku z przejęciem aplikacji WhatsApp. W pierwszym pozwie, władze stanowe zarzuciły, iż w wyniku pozyskania WhatsAppa i Instagrama ograniczył ich interoperacyjność z innym aplikacjami. Sąd stwierdził, że pozew został wniesiony po wymaganym terminie pięciu lat (przejęcie WhatsAppa miało miejsce w 2014 r.). Drugi pozew wniesiony przez Federalną Komisję Handlu (FTC), w którym agencja zarzuciła firmie Facebook, iż pozyskując Instagrama i WhatsAppa wyeliminowała potencjalnie zagrażających jej konkurentów, dostał czas na uzupełnienie wniosku.
We wrześniu 2024 roku Facebook wprowadził zmiany w linkowaniu do polskich portali tradycyjnych, usuwając ze skrótów linków zdjęcia. Przyczyną wprowadzenia takich zmian jest nowelizacja prawa autorskiego, w ramach której wydawcy mieli otrzymywać wynagrodzenie od największych firm technologicznych, w tym Facebooka. W dość lakonicznym oświadczeniu zarządcy portalu stwierdzili, że wprowadzone zmiany w polskim prawie nie są „przejrzyste”, a sama zmiana ma być „tymczasowa”. W sprawę został zaangażowany Urząd Ochrony Konkurencji i Konsumentów, który wstępnie stwierdził, że Facebook nadużył swojej pozycji na rynku, podejmując się wcześniej wymienionej praktyki. Organ nadzorczy podejrzewał też, że za sprawą tej zmiany polskie serwisy informacyjne mogły utracić pewną część ruchu pochodzącą z platformy.

## Plagiaty
19 lipca 2008 Facebook złożył wniosek do sądu w San José w Kalifornii o ukaranie studiVZ – niemieckojęzycznej platformy o podobnym charakterze, której zarzuca plagiat (kradzież własności intelektualnej). Porównywalnie w innym procesie zakończonym ich przegraną twórcy Facebooka zostali oskarżeni o to samo przez braci Camerona i Tylera Winklevossów, którym musieli wypłacić 65 mln dolarów odszkodowania.

## Film o Facebooku
W 2010 r. został nakręcony film obyczajowy The Social Network w reżyserii Davida Finchera opowiadający o powstaniu Facebooka wykonany na podstawie książki Bena Mezricha Miliarderzy z przypadku (ang. The Accidental Billionaires). Światowa premiera miała miejsce 24 września 2010. Film otrzymał wiele nagród, w tym trzy Oscary (za scenariusz adaptowany, montaż i muzykę) i cztery Złote Globy. Film nie przedstawia jednak prawdziwych scen z życia bohaterów, ani nie ukazuje faktycznych relacji między nimi.